# Резолюція Ради Безпеки ООН 5
Резолюція Ради Безпеки ООН 5 — резолюція, прийнята 8 травня 1946 року, яка відклала рішення щодо радянських військ в Ірані до того, поки іранський уряд не знайде час обговорити з Радянським Союзом і забезпечити доповідь від Ірану в ООН щодо всіх відомостей про радянських військ у країні.
Резолюція була прийнята 10 голосами. СРСР на голосуванні відсутній

## Див. також
- Іранська операція
- Іранська криза (1946)
- Азербайджанський Народний Уряд
- Резолюції Ради Безпеки ООН 1-100 (1946—1953)
- Мехабадська республіка
- Резолюція Ради Безпеки ООН 3